# Yuopisthonematidae
De Yuopisthonematidae zijn een familie van uitgestorven weekdieren uit de klasse van de Gastropoda (slakken).

## Geslacht
De volgende taxa zijn bij de familie ingedeeld:
- † Yuopisthonema Nützel, 2017